# Grave
|  | Per a altres significats, vegeu «Grave (Països Baixos)». |

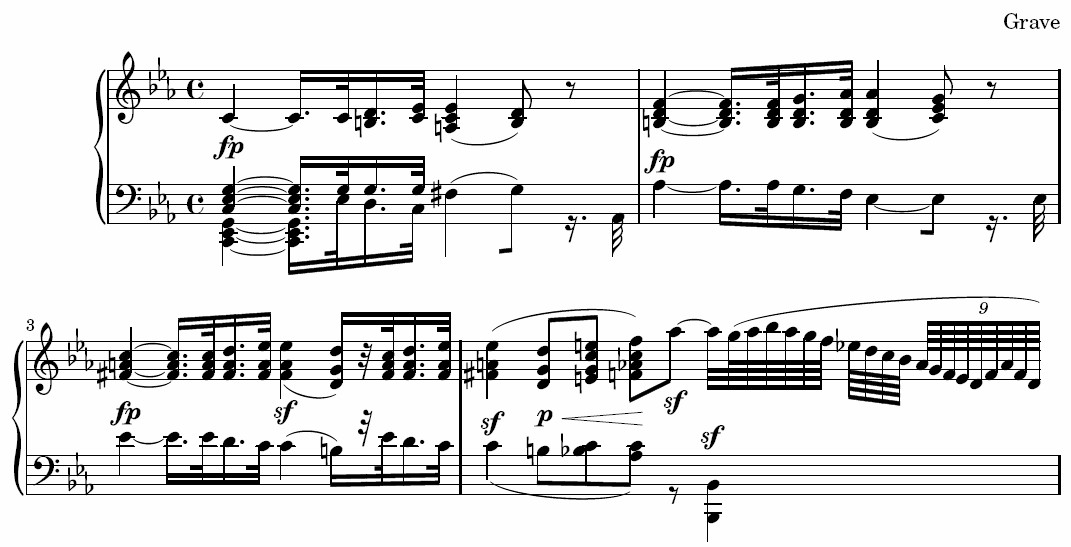
Indicació de 'grave' al començament de la sonata patètica, de L. v. Beethoven

Grave és, en música, una indicació de tempo que es troba entre les que corresponen a una velocitat més lenta, d'aproximadament 40 pulsacions per minut (ppm) o poc més. A la vegada indica el caràcter o l'expressió que ha de tenir la música. El mot significa -tant en italià com en francès- 'greu', en el sentit de seriós. En un altre sentit, també significa greu com a corresponent a un so de poca altura, de freqüència baixa.
A principis del segle xvii no tenia un significat musical específic. Biagio Marini a la seva Symhonia grave (1617) ho utilitza només com un adjectiu en el títol, i en la música policoral veneciana d'aquell període, els cors que cantaven més agut i més greu, respectivament, rebien els noms d'acuto i grave.
Però també apareix com una instrucció sobre com interpretar la música en obres de Cavalli (1639), Uccellini (1646) i Marini (1655). Més tard, el 1683, Purcell al prefaci de les seves sonates a 3 parts, el descriu com si fos comú tant a Itàlia com arreu, dient que tant aquest com l'adagio no comporten sinó un moviment lent. Arcangelo Corelli l'empra a la majoria dels seus moviments lents, principalment als moviments introductoris. François Couperin habitualment utilitzava 'gravement' (la forma adverbial en francès) que també apareix en obres de Johann Sebastian Bach.
Entre els diferents teòrics no hi ha unanimitat sobre si el grave és més lent o més ràpid que l'adagio i que el largo, tot i que les maneres com és emprat suggereixen que era intercanviable amb l'adagio, tot i que al segle xviii sembla que en algunes ocasions hauria significat el mateix que andante. Koch, quan escriu l'article 'Con gravità' del seu Musikalisches Lexikon (1802), explica que en els moviments marcats 'grave' s'hauria d'interpretar emfasitzant encara més l'efecte de les notes amb punt, i referia, com a exemples, les seccions inicials de les obertures de les òperes de Hasse i Graun. En el mateix sentit s'hauria d'entendre la secció inicial de la simfonia que obre El Messies, de Haendel, i -possiblement- també el grave a l'inici de la sonata 'patètica' Op. 13 de Beethoven, i del seu quintet de vent Opus 16.
 Simfonia de El Messies, de Georg Friedrich Händel (?·pàg.)